# Galice, Vrața
Galice (în bulgară Галиче) este un sat în comuna Beala Slatina, regiunea Vrața,  Bulgaria. 

## Demografie
Componența etnică a satului Galice
     Romi (6,57%)
     Bulgari (74,03%)
     Nicio identificare (18,52%)
     Altele (0,86%)
La recensământul din 2011, populația satului Galice era de 1.976 locuitori. Din punct de vedere etnic, majoritatea locuitorilor (74,03%) erau bulgari, cu o minoritate de romi (6,57%). Pentru 18,52% din locuitori nu este cunoscută apartenența etnică.